# Хоалы (город)
Хоалы (вьет. Hoa Lư) — город в северо-восточной части Вьетнама. Административный центр провинции Ниньбинь. До 2024 года прежнее название — Ниньбинь.

## География
Абсолютная высота — 12 метров над уровнем моря. Расположен в 93 км к югу от Ханоя и в 1626 км от Хошимина.

## Население
По данным на 2013 год численность населения составляет 41 390 человек.
Динамика численности населения города по годам:
| 1989   | 2000   | 2013   |
| ------ | ------ | ------ |
| 26 454 | 33 500 | 41 390 |

## Транспорт
Через город проходят национальные шоссе № 1 и № 10. Имеется железнодорожная станция.
Крупнейший по объёму грузоперевозок речной порт страны Ниньфук (Ninh Phúc): 1,82 млн тонн в 2010 году.